# Луканія

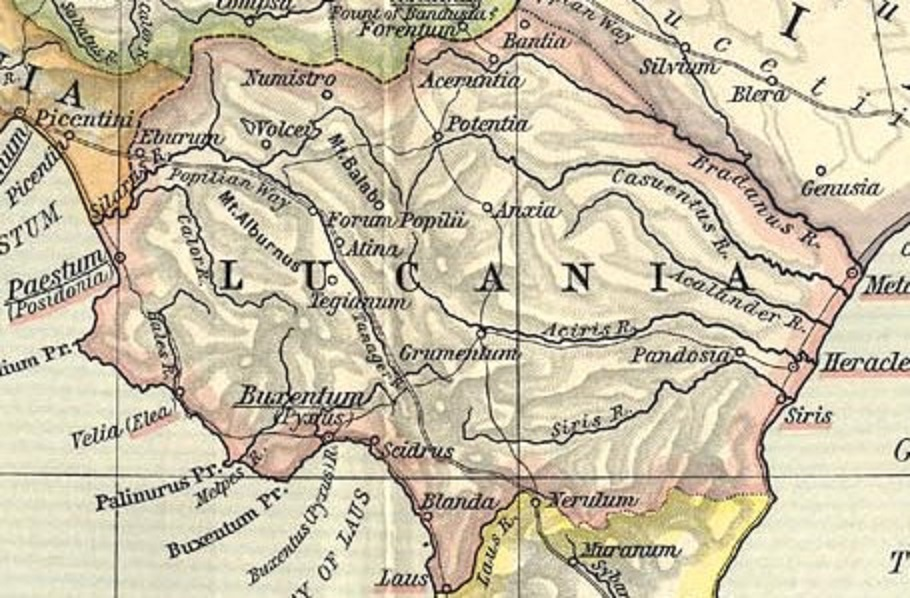
Мапа Луканії

Луканія (лат. Lucania, грец. Λευκανία) — країна у Південній Італії, межувала на півночі з Апулією, Самнієм і Кампанією, на півдні з Бруттієм.

## Географія
Луканія прилягала на заході до Тірренського моря між річками Сіларус і Лаус, на схід до Тарентійської затоки між містами Метапонтом і Фурією. За винятком рівнини поблизу Тарентійської затоки, вся інша країна вкрита відрогами Апеннін, вапняними горами (гірська порода біло-сірого кольору, звідси назва країни, від грец. λευκός — світлий), з яких найзначніша гора Альбурнус поблизу Пестуму.
Між Велією і Буксентом видається далеко в море мис Палінурус із гаванню (нині Порто-ді-Палінуро). Річки, що тікуть на захід у Тірренське море: Сіларус (нині Селе) з притоками Калор (нині Калорій) і Танагер (нині Пегро), Хейлз (Алента) і Лаус. Серед річок, що тікуть на схід і впадають у Тарентінську затоку: Кратіс (нині Крат) з лівою притокою Сібаріс (нині Кошиль), Семнус (нині Сініо), Акіріс (нині Агрі), Браданус (Брадано).

## Історія
Мешканці Луканії — луканці (грец. Λευκανοί), походили з племені самнітян; вони переселилися сюди в 420 до н. е. внаслідок, так званої, ver sacrum і підкорили колишніх жителів хонів і енотрів. На узбережжі, у колоніях, жили греки (див. Велика Греція), з часів Пірра саме греки відігравали роль панівного народу. Тому луканці повинні були витримати значну боротьбу з греками Південної Італії, перш ніж їм вдалося оселитися у цій країні (в 390 до н. е., після битви при Лаусі).
У 272 до н. е. вся Луканія була підкорена римлянами. Війни впродовж усього III століття і пізніше безперервно стосувались Луканії. Вони перетворили її з багатої, родючої і населеної країни на бідну і безлюдну область. Крім грецьких колоній (як Посейдонія (грец. Ποσειδωνια, пізніше Пестум), Велія (або Елея — батьківщина Парменіда й Зенона та елеатської філософської школи), Буксента (пункт переправи в Сицилію, спочатку — грец. Πυξοϋς), Фурії, Гераклеополіса (тарентська колонія, значне приморське і торгове місто, батьківщина живописця Зевксіса) і Метапонта) найголовнішими містами всередині країни були: Потентія, Грументум, Ахеронтія, Атінум, Гераклея Луканія при гирлі річки Ациріс, Форентум, Нумістро, Анксія, Бланда, Нерулус та інші міста.